# جامعة ألكورن الحكومية
جامعة الكورن الحكومية (بالإنجليزية:Alcorn State University) هي جامعة عامة ضمن جامعات السود التاريخية الجامعة منحت الأراضي في لورمان، ميسيسيبي. تأسست في عام 1871 وكانت أول كلية للسود تأسست في الولايات المتحدة.

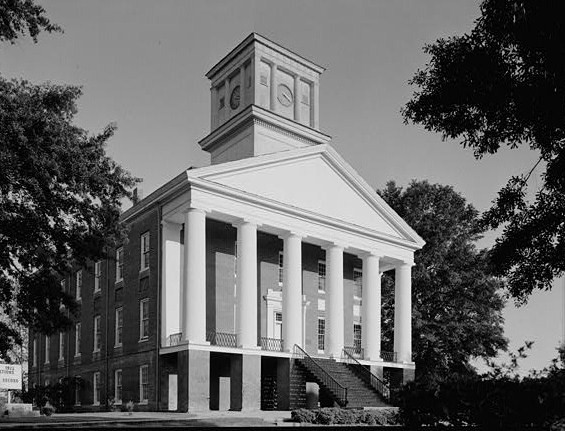
أوكلاند تشابل في حرم جامعة ولاية ألكورن

تخرج أحد أبرز خريجي ألكورن، مدغار إيفرز، ناشط في مجال الحقوق المدنية، في عام 1952. كان الطلاب في الكلية جزءًا من حركة الحقوق المدنية في منتصف القرن العشرين، حيث عملوا على تسجيل السكان للتصويت وإنهاء عدم المساواة العرقية. الجامعة عضو في مدرسة صندوق ثورغود مارشال كوليدج.
الفرق الرياضية في جامعة الكون الحكومية المعروفة باسم بريفز وتتنافس في القسم الأول من الرابطة الوطنية لرياضة الجامعات. تتنافس جميع الفرق كأعضاء في المؤتمر الرياضي الجنوبي الغربي (SWAC)

## التاريخ
كانت جامعة ألكورن ستيت أول كلية تمنح للعرقية السوداء في البلاد. طلب الكونجرس من الولايات ذات المؤسسات التعليمية المنفصلة (كما تم الحفاظ عليه في جميع أنحاء الكونفدرالية السابقة) تعيين كليات منح للعرقية السوداء من أجل تلقي أموال منح الأراضي للكليات البيضاء، حيث أجاز الكونجرس البرنامج لصالح الطلاب من جميع الأعراق. بدأت جامعة ألكورن بما يُعرف بثلاثة مبانٍ تاريخية.   
استقال السناتور الأمريكي حيرام ر. ريفلز من مقعده عندما قبل المنصب كأول رئيس لألكورن. قدم المجلس التشريعي للولاية 50000 دولار نقدًا لمدة عشر سنوات متتالية لإنشاء الكلية وتشغيلها بشكل عام. كما منحت الدولة الكورن ثلاثة أخماس العائدات المكتسبة من بيع 30,000 أكر (12,000 ها) من قطعة أرض لكليات الزراعة أو منح الأراضي بموجب التشريع الاتحادي. تم بيع الأرض بمبلغ 188،928 دولارًا مع حصول الكورن على حصة قدرها 113،400 دولار. كان من المقرر استخدام هذه الأموال فقط لدعم المكونات الزراعية والميكانيكية للكلية، والتي أراد الكونجرس تطويرها على المستوى الوطني. منذ بدايتها، كانت جامعة ألكورن ستيت كلية منحة الأرض.
في عام 1878 ، تم تغيير اسم جامعة ألكورن إلى كلية ألكورن الزراعية والميكانيكية. الجامعة الأصلية 225 أكر (0.91 كـم2) من الأراضي قد تم توسيعها لتطوير 1,700 أكر (6.9 كـم2) الحرم الجامعي. أكدت أهداف الكلية التي حددها المجلس التشريعي في ولاية ميسيسيبي بعد عصر إعادة الإعمار على تدريب السود بدلاً من التعليم الأكاديمي. كانت المدرسة، مثل غيرها من المدارس السوداء خلال هذه السنوات، أقل كلية من مدرسة مهنية تهدف إلى إعداد الطلاب للاقتصاد الزراعي في الولاية ومعظم بلداتهم.
في البداية كانت المدرسة مخصصة للذكور السود فقط، ولكن تم قبول النساء في عام 1895. اليوم، يفوق عدد النساء عدد الرجال في الجامعة 1800 إلى 1200. بدأ ألكورن بثمانية أعضاء هيئة تدريس في عام 1871. اليوم عدد أعضاء هيئة التدريس والموظفين أكثر من 500. نما عدد الطلاب من 179 طالبًا محليًا معظمهم من الذكور إلى أكثر من 4000 طالب من جميع أنحاء العالم.
في عام 1974، تم تغيير اسم كلية ألكورن الزراعية والميكانيكية إلى جامعة ولاية ألكورن، والتي تمثل تطوير برامجها. وقع الحاكم وليام إل والر على قانون مجلس النواب رقم 298 لمنح وضع الجامعة لألكورن والكليات الأخرى التي تدعمها الدولة. أصبحت ألكورن بالفعل جامعة أكثر تنوعًا، مع برامج الدراسات العليا. يوفر تعليمًا جامعيًا يمكّن الطلاب من مواصلة عملهم في كليات الدراسات العليا والمهنية والانخراط في التدريس والالتحاق بمهن أخرى. كما يوفر التعليم العالي لتجهيز الطلاب لمزيد من التدريب في المجالات المتخصصة.
في عام 2020، تبرعت ماكنزي سكوت بمبلغ 25 مليون دولار لولاية ألكورن. تبرعها هو أكبر هدية فردية في تاريخ ولاية ألكورن. 
تم اعتماد ولاية الكورن، مع سبع مدارس وبرامج للحصول على درجات علمية في أكثر من 50 مجالًا، بما في ذلك برنامج التمريض والماجستير في إدارة الأعمال. يبلغ عدد المنشآت حوالي 80 مبنى حديث بقيمة تقريبية 71 مليون دولارًا. 

## الرؤساء
| اسم                                     | سنوات                 | مؤقت |
| --------------------------------------- | --------------------- | ---- |
| حيرام رودس ريفيلز                       | 1871-1882             | لا   |
| جون هيوستن بوروس                        | 1882 - 1893           | لا   |
| ويلسون هـ.رينولدز                       | 1893 - 1894           | لا   |
| توماس جيه كالواي                        | 1894 - 1896           | لا   |
| إدوارد هـ. تريبليت                      | 1896 - 1899           | لا   |
| وليام هـ.لانيير                         | 1899–1905             | لا   |
| ليفي جون روان                           | 1905-1911             | لا   |
| جون آدامز مارتن                         | 1911-1915             | لا   |
| ليفي جون روان                           | 1915-1934             | لا   |
| إيسياه إس ساندرز ، القائم بأعمال الرئيس | 1934-1934             | لا   |
| وليام هاريسون بيل                       | 1934-1944             | لا   |
| بريستون سيويل بولز                      | 1944-1945             | لا   |
| وليام هاريسون بايبس                     | 1945-1949             | لا   |
| جيسي آر أوتيس                           | 1949-1957             | لا   |
| جون ديوي بويد                           | 1957-1969             | لا   |
| والتر واشنطن                            | 1969-1994             | لا   |
| رودولف إي ووترز الأب                    | 1994-1995             | نعم  |
| كلينتون بريستو جونيور.                  | 1995-2006             | لا   |
| مالفين ويليامز الأب.                    | 2006-2008             | نعم  |
| جورج إي روس                             | 2008-2010             | لا   |
| نوريس ألين إيدني                        | 2010-2011             | نعم  |
| كريستوفر براون الثاني                   | 2011-2013             | لا   |
| نوريس إدني                              | 2013-2014             | نعم  |
| ألفريد رانكينز الابن                    | 2014-2017             | لا   |
| دونزيل لي                               | 2017-2019             | نعم  |
| فيليسيا م ناف                           | 2019 إلى الوقت الحاضر | لا   |

## أكاديميون
جامعة الكورن هي ثاني أكبر كلية أو جامعة سوداء تاريخيًا (HBCU) وخامس أكبر جامعة في ولاية ميسيسيبي حيث يبلغ عدد الطلاب المسجلين فيها ما يقرب من 3700 طالب جامعي و600 طالب دراسات عليا. يوجد بالجامعة سبع مدارس، تقدم أكثر من 50 مجالًا مختلفًا للدراسة.
- كلية الزراعة والعلوم التطبيقية
- كلية الآداب والعلوم
- كلية إدارة الأعمال
- كلية التربية وعلم النفس
- كلية التمريض

تصنف جامعة الكورن باستمرار ضمن أفضل 25 جامعة HBCU في الدولة وفقًا لتصنيفات يو إس نيوز آند وورد ريبورت السنوية. 
جامعة ألكورن ستيت هي جامعة HBCU الوحيدة في ولاية ميسيسيبي التي لديها برنامج تمريض شامل. 
يعد برنامج الشرف في الكورن ستيت خيارًا للطلاب الجامعيين المؤهلين تأهيلاً عالياً الذين يسعون إلى تعزيز خبرتهم الأكاديمية ومهاراتهم القيادية. 

## برنامج ماجستير إدارة الأعمال (MBA)
تقدم جامعة ألكورن ستيت برنامج ماجستير في إدارة الأعمال من خلال حرمها الجامعي في ناتشيز. يتم إجراء الفصول في المساء. يمكن للطلاب الانضمام إلى فصول المحاضرات الحية عبر موجز الإنترنت المباشر. تم اعتماد البرنامج من قبل مجلس اعتماد كليات وبرامج إدارة الأعمال (ACBSP)، وهي هيئة اعتماد عالمية لبرامج شهادات الأعمال. يحظى برنامج ماجستير إدارة الأعمال بشعبية بين الطلاب الدوليين وخارج الدولة.

### البرامج العالمية
إلى جانب تنسيق فرص الدراسة بالخارج، تقدم البرامج العالمية وجهات نظر عالمية إلى الحرم الجامعي من خلال برامج التبادل والفعاليات الخاصة. 

### برامج ما قبل الاحتراف
يقدم الكورن برامج ما قبل الاحتراف لإعداد الطلاب بشكل أفضل للانتقال إلى الدراسات المتخصصة في مجالات القانون والهندسة والتمريض والعلاج الطبيعي والطب والصيدلة وطب الأسنان. 

### الاعتماد الاكاديمي
جامعة ألكورن ستيت معتمدة من قبل لجنة كليات الرابطة الجنوبية للكليات والمدارس لمنح درجات الزمالة والبكالوريوس والماجستير والمتخصص في التعليم.
تم اعتماد برنامج الكورن لتعليم المعلمين من قبل المجلس الوطني لاعتماد تعليم المعلمين. تم اعتماد بكالوريوس العلوم في التغذية وعلم التغذية من قبل جمعية الحمية الأمريكية. تم اعتماد دبلوم العلوم في التمريض، وبكالوريوس العلوم في التمريض، وماجستير العلوم في برامج درجة التمريض من قبل لجنة اعتماد الرابطة الوطنية للتمريض.
جامعة الكورن ستيت هي عضو مؤسسي معتمد في الرابطة الوطنية لمدارس الموسيقى، والرابطة الوطنية للتكنولوجيا الصناعية، والرابطة الأمريكية لعلوم الأسرة والمستهلكين.

## المواقع
يقع الحرم الجامعي الرئيسي في لورمان، وهي منطقة غير مدمجة في مقاطعة كليبورن، ميسيسيبي. تقع كلية التمريض وبرنامج ماجستير إدارة الأعمال بكلية إدارة الأعمال في ناتشيز، ميسيسيبي. يوجد بالجامعة أيضًا مركز دراسي في فيكسبيرغ.

### الحرم الرئيسي
تشمل الإضافات الأخيرة للحرم الجامعي ما يلي:
- 5 ميل (8.0 كم) مسار الدراجة / المشي
- فوستر بيسبول في استاد ماكجوان
- قرية ميدغار وايلي إيفرز التراثية (سكن طلابي)
- قاعة طعام كلينتون بريستو
- بناء البيئة والموارد الطبيعية
- مبنى التكنولوجيا الحيوية
- تجديدات مبنى الفنون الجميلة / إضافة قاعة الفرقة

تشمل مشاريع البناء الحالية والمخطط لها ما يلي:
- مبنى الفصول الدراسية التكنولوجية
- تجديدات كلية إدارة الأعمال (قاعة دوما)
- تجديدات روان هول في مركز صحة الطلاب
- تجديدات Bowles Hall في مبنى الإدارة التنفيذية
- سكن طلاب المرحلة الثانية / سكن أعضاء هيئة التدريس

## روابط خارجية
الموقع الرسمي